# Lasem (distriktshuvudort i Indonesien)
Lasem är en distriktshuvudort i Indonesien.   Den ligger i provinsen Jawa Tengah, i den västra delen av landet, 500 km öster om huvudstaden Jakarta. Lasem ligger 12 meter över havet och antalet invånare är 28 948.
Terrängen runt Lasem är platt västerut, men österut är den kuperad. Havet är nära Lasem åt nordväst.Runt Lasem är det tätbefolkat, med 636 invånare per kvadratkilometer. Närmaste större samhälle är Rembangan, 12,3 km väster om Lasem. Omgivningarna runt Lasem är en mosaik av jordbruksmark och naturlig växtlighet.